# NGC 3314B
NGC 3314B (другое обозначение — PGC 87327) — галактика в созвездии Гидра.
Этот объект не входит в число перечисленных в оригинальной редакции «Нового общего каталога» и был добавлен позднее.
Галактика NGC 3314B входит в состав группы галактик NGC 3314B. Помимо NGC 3314B в группу также входят ещё 32 галактики.
NGC 3314B и NGC 3314A являются парой перекрывающихся галактик. В этой паре был обнаружен кандидат в новые звёзды.